# Coppa del Mondo per club (hockey su pista)
La Coppa del Mondo maschile per club, noto anche come Mondiale per club, era una competizione internazionale di hockey su pista in cui si affrontano squadre di diversi continenti in una sede definita.

Venne fondata nel 2006, e la prima edizione si tenne a Luanda, in Angola, adottando il formato delle prime edizioni della Coppa Intercontinentale; alla competizione prendono parte dodici club europei, africani ed americani. Il primo campionato fu conquistato dal Bassano 54. La seconda edizione si disputò a Reus, in Spagna, e vide trionfare la squadra locale.

## Albo d'oro e statistiche

### Albo d'oro
| Edizione  | Campione      | Finalista     | Finale              | Finale |
| Edizione  | Campione      | Finalista     | Punteggio           | Sede   |
| 2006 (1ª) | Bassano 54    | Reus Deportiu | Girone all'italiana | Luanda |
| 2008 (2ª) | Reus Deportiu | Barcellona    | 1-0                 | Reus   |

### Edizioni vinte e perse per squadra
| Squadra       | Vittorie | Secondi posti | Anni vittorie | Anni secondi posti |
| ------------- | -------- | ------------- | ------------- | ------------------ |
| Reus Deportiu | 1        | 1             | 2008          | 2006               |
| Bassano 54    | 1        | 0             | 2006          |                    |
| Barcellona    | 0        | 1             |               | 2008               |

### Edizioni vinte e perse per nazione
| Nazione | Vittorie | Secondi posti | Squadre vincitrici | Secondi posti                    |
| ------- | -------- | ------------- | ------------------ | -------------------------------- |
| Spagna  | 1        | 2             | Reus Deportiu (1)  | Barcellona (1) Reus Deportiu (1) |
| Italia  | 1        | 0             | Bassano 54 (1)     |                                  |